# Allobates algorei
Allobates algorei é uma espécie de anfíbio anuro da família Aromobatidae. Está presente na Venezuela. Não foi ainda avaliada pela UICN.